# Xosa (genus)
Xosa is een geslacht van wantsen uit de familie van de Acanthosomatidae (Kielwantsen). Het geslacht werd voor het eerst wetenschappelijk beschreven door George Willis Kirkaldy in 1904.

## Soorten
Het genus bevat de volgende soorten:

- Xosa fuscoirroratus (Stål, 1853)
- Xosa lugubris (Thunberg, 1822)